# Günther Vanaudenaerde
Günther Vanaudenaerde (Knokke-Heist, 23 januari 1984) is een Belgisch voormalig voetballer die op de positie van rechtsachter speelde.

## Carrière
Vanaudenaerde begon zijn carrière bij de jeugdploegen van FC Lissewege, SV Blankenberge en Cercle Brugge. In 2001 werd hij lid van Club Brugge, waar hij in de zomer van 2005 werd opgenomen in de A-kern. Vanaudenaerde speelde meermaals voor de nationale Belgische beloftenploeg. Onder trainer Jan Ceulemans kreeg de belofteninternational meermaals de kans om zich te bewijzen, hierbij vaak geholpen door blessures van rechtsachter Olivier De Cock. Emilio Ferrera, die in april 2006 Ceulemans verving als trainer, vond Vanaudenaerde echter te licht en gaf in het begin van het seizoen 2006-2007 aan dat de rechtsachter mocht vertrekken.
Hierop verhuisde Vanaudenaerde voor zo'n € 150 000 naar het Nederlandse N.E.C., waar hij speelde met rugnummer 2. Hij kwam maar weinig aan spelen toe en daarom ging hij na 1 seizoen terug naar België, waar hij een contract tekende bij KVC Westerlo. Nadat KVC Westerlo naar Tweede klasse (voetbal België) degradeerde in 2012, tekende Vanaudenaerde een tweejarig contract bij Oud-Heverlee Leuven. In het seizoen 2014/15 speelde hij voor Antwerp FC en sinds de zomer van 2015 voor Sint-Eloois-Winkel Sport, hier speelde hij tot januari 2019. Hierna vertrok hij naar Torhout 1992 KM, waar hij tot januari 2020 bleef spelen, hierna beëindigde hij zijn carrière.

## Clubstatistieken
| seizoen | club                     | land      | competitie             | duels | goals |
| ------- | ------------------------ | --------- | ---------------------- | ----- | ----- |
| 2004/05 | Club Brugge              | België    | Eerste Klasse          | 1     | 0     |
| 2005/06 | Club Brugge              | België    | Eerste Klasse          | 31    | 0     |
| 2006/07 | N.E.C.                   | Nederland | Eredivisie             | 8     | 0     |
| 2007/08 | KVC Westerlo             | België    | Eerste Klasse          | 25    | 0     |
| 2008/09 | KVC Westerlo             | België    | Eerste Klasse          | 33    | 0     |
| 2009/10 | KVC Westerlo             | België    | Eerste Klasse          | 33    | 2     |
| 2010/11 | KVC Westerlo             | België    | Eerste Klasse          | 23    | 0     |
| 2011/12 | KVC Westerlo             | België    | Eerste Klasse          | 22    | 0     |
| 2012/13 | Oud-Heverlee Leuven      | België    | Eerste Klasse          | 33    | 0     |
| 2013/14 | Oud-Heverlee Leuven      | België    | Eerste Klasse          | 0     | 0     |
| 2014/15 | Antwerp FC               | België    | Tweede Klasse          | 22    | 0     |
| 2015/16 | Sint-Eloois-Winkel Sport | België    | Derde klasse A         | 33    | 0     |
| 2016/17 | Sint-Eloois-Winkel Sport | België    | Tweede klasse amateurs | 32    | 6     |
| 2017/18 | Sint-Eloois-Winkel Sport | België    | Tweede klasse amateurs | 22    | 0     |
| 2018/19 | Sint-Eloois-Winkel Sport | België    | Tweede klasse amateurs | 1     | 0     |
| 2018/19 | Torhout 1992 KM          | België    | Derde klasse amateurs  | 13    | 0     |
| 2019/20 | Torhout 1992 KM          | België    | Derde klasse amateurs  | 15    | 0     |
|         |                          |           | totaal                 | 347   | 8     |